# 格雷厄姆·納許
格雷厄姆·威廉·納許，OBE（英語：Graham William Nash，1942年2月2日—）為一英裔美國創作歌手與音樂家。納許以其輕微的男次中音以及身為英國流行/搖滾樂團赫里斯合唱團和民謠搖滾超級組合克羅斯比、史提爾斯與納許的成員所做的歌曲創作貢獻而聞名。納許於1978年8月14日成為美國公民，擁有英國和美國的雙重國籍。
納許也是一位攝影收藏家和一位出版攝影師。他於1997年與2010年分別以克羅斯比、史提爾斯與納許和赫里斯合唱團的成員入選搖滾名人堂。
納什在2010年獲得大英帝國勳章。
納許擁有四個榮譽博士學位，其中一個來自纽约科技学院、一個於2011年來自索爾福德大學音樂系。他最新的學位是來自馬薩諸塞州劍橋萊斯利大學的美術博士學位。

## 相關書籍
- Eye to Eye: Photographs by Graham Nash by Nash and Garrett White (2004) Steidl, ISBN 978-3882439601
- Off the Record: Songwriters on Songwriting by Graham Nash (2002) Andrews McMeel Publishing, ISBN 978-0740726781
- Love, Graham Nash (2 vols. 2009)
- Wild Tales: A Rock & Roll Life by Graham Nash (17 September 2013), Penguin, ISBN 978-0241968048

## 外部鏈結
- 格雷厄姆·納許官方網站 （页面存档备份，存于）
- 納許版的官方網站 （页面存档备份，存于）
- 克羅斯比與納許的官方網站
- CSN的官方網站 （页面存档备份，存于）
- CSNY的官方網站 （页面存档备份，存于）